# NGC 5933
NGC 5933 é uma galáxia lenticular (S0) localizada na direcção da constelação de Boötes. Possui uma declinação de +48° 36' 50" e uma ascensão recta de 15 horas, 27 minutos e 01,5 segundos.
A galáxia NGC 5933 foi descoberta em 21 de Abril de 1887 por Lewis A. Swift.